# 匍茎卷瓣兰
匍茎卷瓣兰（学名：Bulbophyllum emarginatum）为兰科石豆兰属下的一个种。

## 扩展阅读
維基物種上的相關：匍茎卷瓣兰